# An Han-Bong
An Han-Bong (Hangul: 안한봉, Hanja: 安漢奉), född den 15 oktober 1968 i Haenam-gun, Sydkorea, är en sydkoreansk brottare som tog OS-guld i bantamviktsbrottning i den grekisk-romerska klassen 1992 i Barcelona.